# Антсон, Антс Артурович
Антс Артурович Антсон (эст. Ants Antson, 11 ноября 1938, Таллин, Эстония — 31 октября 2015) — советский эстонский конькобежец, Олимпийский чемпион 1964 года на дистанции 1500 м, участник  зимних Олимпийских игр 1968 года, чемпион Европы 1964 года в многоборье, чемпион СССР в многоборье 1967 года. Чемпион СССР (1965 - 500 м, 1967 - 1500 м, 1964, 1968 - 5000 м), серебряный (1965, 1968 - классическое многоборье, 1964, 1968 - 10000 м) и бронзовый (1966 - классическое многоборье, 1965, 1966 - 1500 м, 5000 м) призер чемпионатов СССР. Заслуженный мастер спорта СССР (1964).

## Биография
Родился в Таллине и вырос на берегу моря, в районе Каламая. Зимой, вместе с мальчишками сами мастерили буера, прикручивали к ним старые коньки и гоняли по заливу. А по весне устраивали соревнования, кто проскачет дальше к выходу из залива через полыньи по хрупким островкам, в которые превращался лёд. Заниматься коньками стал случайно в 1956 году. Его первым тренером по конькобежному спорту был легкоатлет Олав Карлович Ольман, который сам увлекался коньками.
Антс также занимался теннисом под руководством Эвальда Креэ, а также лёгкой атлетикой под началом Александра Чикина. Был чемпионом республики по лёгкой атлетике в беге на 5000 и 10 000 м и на 3000 м с/пр и имел первый разряд в беге на 1500, 5000 метров и на 3000 метров с препятствиями, а также первый разряд по велоспорту и хоккею с шайбой, второй по теннису, баскетболу и волейболу.
В 1958 году Антс выиграл крупнейшие соревнования республики в матчевой встрече Таллин - Тарту. В 1960 году выполнил норматив 1-го разряда. В январе 1961 года студент Таллинского педагогического института выиграл забег 1500 метров в состязаниях на приз Совета Министров Казахской ССР, а в феврале на 1-м турнире девяти республик в Алма-Ате установил новое высшее достижение республики в многоборье - 193,861 очка и стал первым эстонским конькобежцем мастером спорта.
В январе 1962 года дебютировал на чемпионате СССР и стал бронзовым призёром в многоборье на 12-х состязаниях на приз Совета Министров Казахской ССР. Через месяц в Челябинске 23-летний скороход одержал победу в зимних студенческих состязаниях по сумме многоборья 192,043 очка, став абсолютным чемпионом среди студентов. Через две недели на зимней Спартакиаде Эстонии он был вне конкуренции на всех 4-х дистанциях и набрал 206,528 очка.
В 1963 году Антсон начал тренироваться под руководством олимпийского чемпиона Бориса Шилкова и вскоре стал одним из лучших конькобежцев в мире. В декабре 1963 года на предолимпийском мемориале приз имени Я. Мельникова он показал лучшую сумму очков по малому многоборью. Сезон 1963/64, вероятно, стал лучшим в его карьере. С 1964 года выступал за таллинский ДСО «Калев».
В январе 1964 года дебютировал на чемпионате Европы в Осло, где выиграл титул в многоборье, заняв первое место в беге на 1500 метров и второе место в беге на 500 метров и улучшил все свои личные рекорды.
На зимних Олимпийских играх в Инсбруке завоевал единственную золотую медаль для советских конькобежцев-мужчин на дистанции 1500 м. В беге на 10 000 метров финишировал пятым. После Олимпиады, 11 февраля, Антсон установил свой единственный мировой рекорд, пробежав 3000 метров за 4:27,3 в Осло.
На чемпионате мира по многоборью завоевал бронзу на дистанциях 1500 м и 5000 м, но потерял титул в многоборье из-за падения на дистанции 500 метров, заняв разочаровывающее 15-е место. В марте он выиграл свой первый советский титул на чемпионате СССР в беге на 5000 метров, занял второе место в беге на 10 000 метров и пятое место в многоборье. В декабре был признан лучшим конькобежцем 1964 года и получил приз имени норвежского конькобежца Оскара Матисена, получил звание Заслуженного мастера спорта.
В 1965 году Антс выиграл малую "бронзу" в беге на 1500 метров на чемпионате Европы в Гётеборге, где стал шестым в многоборье и завоевал "серебро" в многоборье на чемпионате СССР. В феврале на чемпионате мира в Осло он стал пятым по сумме 4-х дистанции.
В январе 1966 года он был далёк от своей лучшей формы из-за недавней болезни и после ухода с тренерской работы его тренера Шилкова и на чемпионате Европы в Девентере занял только 12-е место в многоборье. Следом на первенстве мира в Гётеборге финишировал 15-м, а на чемпионате СССР занял третье место в сумме многоборья.
В сезоне 1966/67 Антсон вновь получил возможность тренироваться под руководством Бориса Шилкова, и это сразу сказалось в его обретенной вере в свои силы. В 1967 году завоевал свой единственный титул чемпиона СССР в многоборье, а также выиграл в беге на 1500 метров. Вскоре завоевал серебро на 1500 метров и бронзу на 3000 метров на чемпионате Европы, заняв 4-е место в многоборье, а также занял четвёртое место в многоборье на первенстве мира в Осло.
В 1968 году Антсон снова завоевал серебро в многоборье на чемпионате СССР и выиграл свой второй забег на 1500 метров. В 1970 году завершил карьеру спортсмена.

## Тренерская и общественная карьера
С 1962 по 1970 работал инструктором, а в 1970—1972 годах тренером в ДСО «Калев», в 1973—1977 годах был директором школы велосипедного спорта на велодроме «Калев», с 1977 года являлся председателем спорткомитета Октябрьского района Таллина, в 1993—2000 годах был руководителем и советником отдела культуры и спорта Центральной районной управы Таллина. Во время церемонии открытия Олимпиады 1992 в Альбервиле Антсон был знаменосцем команды Эстонии.
Почётный член Олимпийского комитета Эстонии (1997), лауреат приза Оскара Матисена (1964).

## Личная жизнь и семья
В 1975 году окончил Таллинский педагогический институт имени Эдуарда Вильде. Кроме спорта, Антс Антсон, как известно, хорошо знал музыку, играл на трубе и запросто читал ноты. В 1965 году женился на известной советской эстонской актрисе Эве Киви, с которой познакомился в 1964 году. Заслуженная артистка Эстонской ССР. 12 февраля 1968 года у пары родился сын по имени Фред. Их брак продержался всего восемь лет, до 1972 года. Эве стала встречаться с известным американским певцом Дин Ридом, которого встретила на молодёжном фестивале в Москве. Антсона она обманывать не стала, поэтому почти сразу же подала на развод.
- - Два внука — Аллар и Оливер, внучка Лореен (Loreen Pulk) и правнук.

Вошёл в составленный в 1999 году по результатам письменного и онлайн-голосования список 100 великих деятелей Эстонии XX века.
Ушёл из жизни в возрасте 76 лет в результате быстро прогрессирующей болезни.

## Награды
- 26 февраля 1964 года - награждён Почётной грамотой Президиума Верховного Совета Эстонской ССР[39].
- Кавалер ордена Эстонского Красного Креста 2 класса (2001) и государственной премии за дело всей жизни в области спорта (2003).
- орден «Знак Почёта» (30.03.1965)

### Мировой рекорд
| Дистанция | Время  | Дата            | Место                 |
| --------- | ------ | --------------- | --------------------- |
| 3000 м    | 4.27,3 | 11 февраля 1964 | стадион Бислетт, Осло |